# Arnaud du Ferrier
Arnaud Du Ferrier, né vers 1508 à Toulouse, mort en octobre 1585, est un jurisconsulte et diplomate français.

## Biographie
Après avoir terminé ses premières études à Toulouse, Du Ferrier fut envoyé en Italie, pour suivre les cours des principales universités et recevoir les leçons de ses savants. Reçu docteur en droit à l’université de Padoue à l’âge de vingt-deux ans, il s’installa d’abord à Bourges où il pratiqua le droit comme avocat, puis à Toulouse où les magistrats toulousains lui offrirent à l’unanimité la chaire de droit laissée vacante par  la mort de son titulaire. Il fut également élu au conseil municipal.
Du Ferrier se fit bientôt une telle réputation dans toute la France que le cardinal de Tournon, qui s’était déclaré le protecteur de tous les hommes de mérite, lui fit obtenir une charge de conseiller au Parlement de Toulouse. Quelques années après, Henri II le fit venir à Paris, le nomma président à la chambre des enquêtes, et lui donna d’autres marques de bienveillance. Vers 1550, il fut nommé président du Parlement de Paris.
Tolérant, il s’opposa aux édits de persécutions contre les réformés et il prit sous sa protection un jeune huguenot comme Philippe Canaye. En 1559 il prononça, à la rentrée des chambres, une remontrance dans laquelle on crut remarquer quelques allusions au supplice d’Anne Du Bourg. Ceci suffit à le faire soupçonner de partager les opinions des protestants et il encourut une disgrâce qui ne fut néanmoins pas de longue durée, puisqu’il fut député par le roi Charles IX au concile de Trente, où il se fit remarquer par la hardiesse de son gallicanisme. Il y fit, en 1562, une harangue où il attaqua les prétentions de la cour de Rome avec une telle violence que tout le clergé en fut consterné. Obligé de quitter le concile à la demande d’une partie des prélats, il fut envoyé à Venise avec le titre d’ambassadeur, dont il soutint la dignité en vendant une portion de ses biens, les calamités où se trouvait la France empêchant le paiement de ses émoluments.
Deux fois ambassadeur, avec le plus grand succès, à Venise, de 1564 à 1567 et de 1570 à 1582, Brantôme rapporte qu’à son retour en France en 1567, le roi lui témoigna son mécontentement de ce que, pendant son ambassade, il était quelquefois allé donner des leçons publiques de droit à Padoue, mais il est plus probable que la véritable cause de la nouvelle disgrâce fut ses opinions qui lui coutèrent une partie de sa fortune et sa place au conseil privé. Profitant de cette circonstance, le roi de Navarre, alors chef du parti des protestants, l’appela à sa cour, où il lui donna le titre de chancelier. Dès ce moment, il professa ouvertement le calvinisme.
Du Ferrier avait connu Fra Paolo pendant son séjour à Venise, et on croit qu’il lui a fourni des notes pour son Histoire du concile de Trente. Très instruit, il avait conservé le gout de l’étude même dans sa vieillesse, ayant commencé à plus de soixante ans à apprendre les langues orientales, afin de pouvoir lire les Écritures dans les originaux. Scévole de Sainte-Marthe a fait l’éloge de Du Ferrier qui mourut, à l’âge d’environ 79 ans, du chagrin de voir se prolonger les troubles de la Ligue. La Bibliothèque nationale de France conserve deux exemplaires manuscrits en 3 vol. in-fol des Mémoires et Ambassades qu’il a laissés.

## Ouvrages
- Athénagoras d'Athènes (trad. Arnaud du Ferrier), Deux opuscules, qui est tout ce qui se trouue d'Athenagore ... contenant vne apologie pour les chrestiens ... et vn traité de la resurrection des morts : l'vn & l'autre mis nouuellement de grec en françois, auec quelques obseruations, par Arnaud Du Ferrier., Bordeaux, Simon Millanges, 1577 (lire en ligne).

### Sources
- Joseph-François Michaud, Louis-Gabriel Michaud, Biographie universelle, ancienne et moderne ou, Histoire, par ordre alphabétique de la vie publique et privée de tous les hommes qui se sont fait remarquer par leurs écrits, leurs actions, leurs talents, leurs vertus ou leurs crimes, vol. 14, Paris, Michaud frères, 1815, p. 438-39.